# Marie Speiser
Marie Speiser  (* 9. August 1901 in Vitznau; heimatberechtigt in Basel; † 6. Februar 1986 ebenda) war die erste Pfarrerin im Schweizer Kanton Solothurn.

## Leben und Wirken

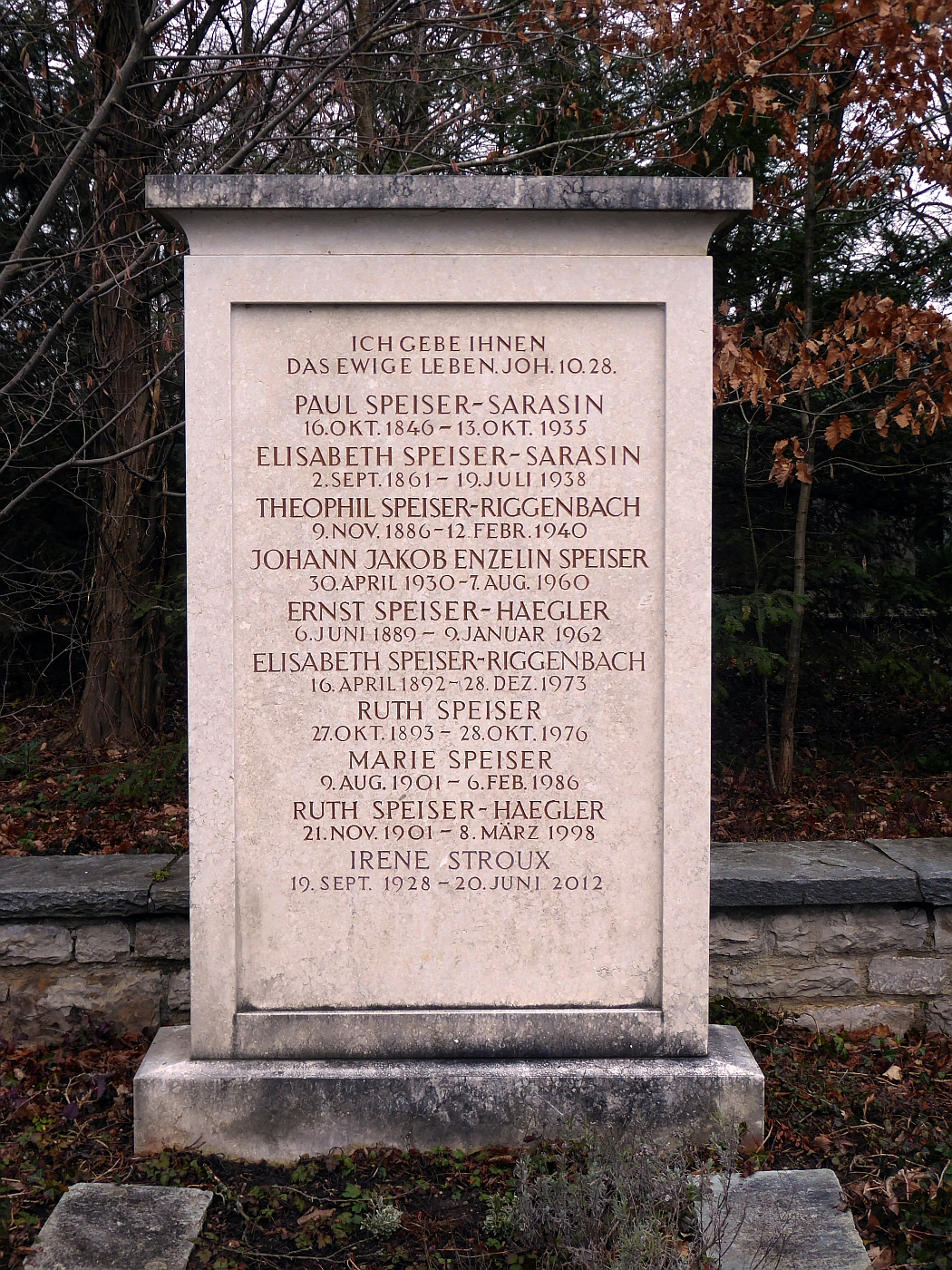
Grabstein der Familie Speiser auf dem Friedhof am Hörnli, Riehen, Basel-Stadt

Marie Speiser war Tochter der Elisabeth geborene Sarasin und des Nationalrats Paul Speiser. Sie war die Jüngste von elf Geschwistern. Ihre Brüder waren der Mathematiker Andreas Speiser und der Politiker Ernst Speiser, der Ethnologe Felix Speiser war ein Halbbruder. Die  Grossväter waren der Bankier Johann Jakob Speiser und der Unternehmer Karl Sarasin. Sie studierte Theologie in Basel, Paris, Tübingen und in Marburg. Als erste Frau schloss Speiser 1929 das Theologiestudium an der Universität Basel ab. Sie blieb ledig, die sogenannte «Zölibatsklausel» war in der Schweiz bis in die 1960er Jahre gültig.
Speiser wurde 1931 in Basel ordiniert. Als erste Frau im Kanton Solothurn wurde sie 1933 in Zuchwil ins Pfarramt gewählt und betreute von 1934 bis 1958 den Pfarrkreis Zuchwil in der Kirchgemeinde Derendingen. Sie musste sich mit dem Lohn einer bernischen Pfarrhelferin begnügen und durfte erst ab 1942 sämtliche pfarramtlichen Aufgaben ausüben. Bis dahin waren Speiser die Durchführung von Taufen und das Leiten von Abendmahl und Konfirmationen verwehrt. Im Kanton Solothurn engagierte sie sich für die Gründung evangelisch-reformierter Kinderheime. Aus gesundheitlichen Gründen liess sie sich 1958 pensionieren, nahm aber danach hat regelmässig Stellvertretungen für verschiedene Kirchgemeinden wahr.
Speiser war 1939 Mitbegründerin des Schweizerischen Theologinnenverbandes, da sie die berufliche Anerkennung fördern wollte. Sie setzte sich für die Gleichberechtigung ein und legte eine Dokumentation zum Frauenpfarramt an. Mit Kolleginnen im Ausland pflegte Speiser einen regen Austausch. Durch Kontakte zur Pariser Mission wurde sie in einem für andere Religionen und Konfessionen offenen Christentum bestärkt.
Im Zuchwiler Neubauquartier «Riverside» wurde ein Platz nach Speiser benannt. Die Gosteli-Stiftung bewahrt ihren theologischen Nachlass mit Predigten und Referaten.

## Publikationen
- Der irdene Leuchter. Evangelischer Missionsverlag, Basel 1934; 2. Auflage 1938.
- Frage über dem Leben. Zwingli-Verlag, Zürich 1941.
- Ulrich und Pia. Zwingli-Verlag, Zürich 1943.

## Belege
1. 1 2 3 4  AGoF 677 :: Nachlass Marie Speiser (Bestand). Abgerufen am 26. Januar 2025.
2. 1 2  Doris Brodbeck: Marie Speiser. In: Historisches Lexikon der Schweiz.  22. Juni 2011, abgerufen am 26. Januar 2025.
3. 1 2  Pionier-Pfarrerin mit Quartierplatz geehrt. In: ref.ch, abgerufen am 26. Januar 2025.

| Personendaten    | Personendaten       |
| ---------------- | ------------------- |
| NAME             | Speiser, Marie      |
| KURZBESCHREIBUNG | Schweizer Pfarrerin |
| GEBURTSDATUM     | 9. August 1901      |
| GEBURTSORT       | Vitznau, Schweiz    |
| STERBEDATUM      | 6. Februar 1986     |
| STERBEORT        | Basel, Schweiz      |